# Clausocalanus mastigophorus
Clausocalanus mastigophorus är en kräftdjursart som först beskrevs av Claus 1863.  Clausocalanus mastigophorus ingår i släktet Clausocalanus och familjen Clausocalanidae. Inga underarter finns listade i Catalogue of Life.